# 罗伯特·法因
罗伯特·法因（德語：Robert Fein，1907年12月9日—1975年1月2日），奥地利男子举重运动员。他曾代表奥地利参加1936年夏季奥林匹克运动会举重比赛，获得男子67.5公斤级金牌。